# Jan Syrnyk
Jan Syrnyk, ukr. Іван Сирник (ur. 1961) – działacz mniejszości ukraińskiej w Polsce, wieloletni przewodniczący szczecińskiego oddziału Związku Ukraińców w Polsce (od lutego 2007 r.), aktualnie członek Rady Głównej Związku Ukraińców w Polsce, w latach 2009-2014 był członkiem Zarządu Głównego stowarzyszenia; twórca i koordynator akcji humanitarnej „Razem pomożemy Ukrainie”, orędownik idei pojednania polsko-ukraińskiego.

## Działalność społeczna
Od lat 80. XX w. aktywny w środowisku mniejszości ukraińskiej w Szczecinie. Wieloletni przewodniczący szczecińskiego koła Związku Ukraińców w Polsce i szczecińskiego oddziału Związku Ukraińców w Polsce, zrzeszającego koła w Szczecinie, Stargardzie Szczecińskim, Trzebiatowie i Ińsku. Członek władz centralnych organizacji (Rady Głównej, a następnie Zarządu Głównego).
Współtwórca (razem z Małgorzatą Frymus) audycji radiowej „Posydeńki” emitowanej w Polskim Radiu Szczecin (od 2010 r.). Współtwórca Rady Mniejszości Narodowych i Etnicznych w Szczecinie powołanej przez Towarzystwo Litwinów w Polsce – Oddział w Szczecinie, reprezentowane przez Wiktora Buwelskiego, Towarzystwo Greków Pomorza Zachodniego z siedzibą w Szczecinie, reprezentowane przez Chrystou Konstantinosa, Towarzystwo Społeczno-Kulturalne Mniejszości Niemieckiej, reprezentowane przez Ziegberta Czeluszki, Towarzystwo Społeczno-Kulturalne Żydów w Polsce – Oddział w Szczecinie, reprezentowane przez Różę Król oraz Związek Ukraińców w Polsce – oddział w Szczecinie. RMNiE jest organizatorem festiwalu „Spotkania Kultur” w Szczecinie, „imprezy mającej na celu ukazanie wielokulturowego charakteru Szczecina i regionu zachodniopomorskiego, w którym pielęgnowane są tradycje i tolerancja innych kultur”.
Wieloletni organizator „Dni Kultury Ukraińskiej”, odbywających się na Zamku Książąt Pomorskich w Szczecinie. Od grudnia 2013 r. zaangażowany w działalność humanitarną w ramach akcji „Razem pomożemy Ukrainie”, realizowanej razem z Caritas Diecezji Wrocławsko-Gdańskiej Ukraińskiego Kościoła Greckokatolickiego i jego dyrektorem ks. Robertem Rosą.

## Wyróżnienia
Odznaczony Srebrnym Krzyżem Zasługi (2012) i Medalem Caritas «In Caritate Sеrvire». W 2017 otrzymał odznaczenie za społeczne zaangażowanie w pomoc humanitarną na obszarze „operacji antyterrorystycznej”, nadane przez prezydenta Ukrainy.
W 2019 r. Muzeum Ziemi Wałeckiej w Wałczu otrzymało wyróżnienie w konkursie Stowarzyszenia Muzealników Polskich Oddział Zachodniopomorski pn. „Zachodniopomorskie Wydarzenie Muzealne Roku” za wystawę autorstwa Marleny Jakubczyk „Depozyty pamięci – ukraiński strój ludowy z kolekcji Jana Syrnyka”. W 2021 r. otrzymał srebrną Odznakę Honorową Gryfa Zachodniopomorskiego (nr legitymacji 5034/21).